# Castillo de Ashtown

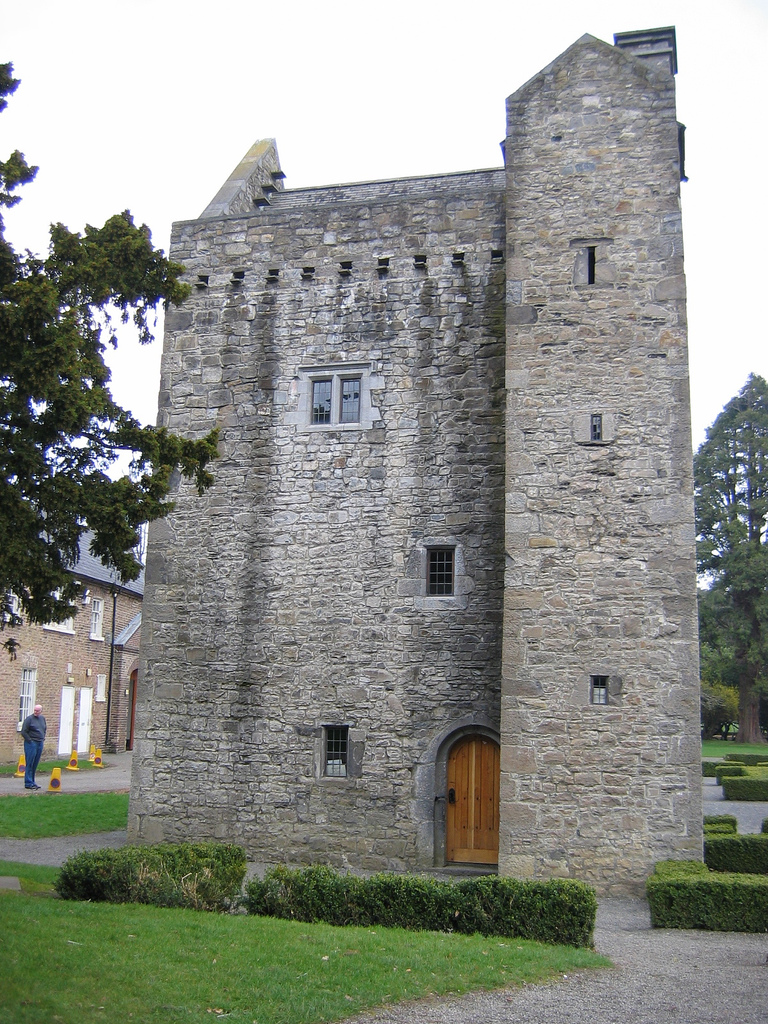
Castillo de Ashtown.

El Castillo de Ashtown es una casa fortificada en el Parque Fénix en Dublín, Irlanda.
Se encontraba oculto entre las murallas de una construcción más reciente y mayor que la estuvo usando el nuncio papal hasta 1978. En esa época, la construcción más moderna era estructuralmente irreparable debido a la putrefacción y al demolerla, se descubrió el castillo. Ahora ha sido restaurado y forma parte del Centro de visitantes del Parque Fénix.
Se cree que originalmente data del 1430 al estar construido con dimensiones conformes a la política de gobierno de la época en que se ofreció 10 libras a esos que se construyesen su propia seguridad. Posteriormente fue incorporado en la construcción de la casa de campo de Ashtown que se destinó a servir a los residentes oficiales bajo el secretariado de 1782.